# Donja Bišnja
Donja Bišnja (en serbe cyrillique : Доња Бишња) est un village de Bosnie-Herzégovine. Il est situé dans la municipalité de Derventa et dans la république serbe de Bosnie. Selon les premiers résultats du recensement bosnien de 2013, il compte 148 habitants.

## Démographie

### Répartition de la population par nationalités (1991)
En 1991, les 320 habitants du village se répartissaient de la manière suivante, :

### Communauté locale
En 1991, Donja Bišnja faisait partie de la communauté locale de Bišnja qui comptait 2 265 habitants, répartis de la manière suivante :